# Trần Cao Vân
Trần Cao Vân (1866 – 17 tháng 5 năm 1916) là một quan lại Việt Nam của nhà Nguyễn được biết đến vì tinh thần yêu nước thời Pháp thuộc. Ông thuộc nhóm người cùng vua Duy Tân lãnh đạo cuộc khởi nghĩa chống Pháp tại Trung Kỳ của Việt Nam do Việt Nam Quang Phục Hội chủ xướng, nhưng bị thất bại và bị người Pháp xử tử.

## Tiểu sử
Trần Cao Vân sinh năm 1866 tại làng Tư Phú, tổng Đa Hòa (nay là xã Điện Quang, thị xã Điện Bàn, tỉnh Quảng Nam). Ông từng bị bắt giam ở các ngục Phú Yên, Bình Định do tham gia cuộc khởi nghĩa của Võ Trứ và liên quan tới Vụ án Trung thiên dịch, bị đày ra Côn Đảo, cùng các đồng chí lập ra Việt Nam Quang phục hội, liên lạc với vua Duy Tân để khởi nghĩa năm 1916. Cơ mưu bại lộ, Trần Cao Vân làm cố vấn trong chính phủ lâm thời và bị bắt cùng với Phan Thành Tài (thống lãnh quân đội toàn quyền, giữ ấn Kinh lược Nam Ngãi), Lê Đình Dương (Bộ trưởng ngoại giao, giữ ấn Tổng trấn Nam Ngãi), Thái Phiên (Tổng trấn Kinh thành Huế),... Do Trần Cao Vân và Thái Phiên nhận hết trách nhiệm về mình nên vị vua trẻ yêu nước Duy Tân thoát chết. Ngày 17 tháng 5 năm 1916, Trần Cao Vân, Thái Phiên, Tôn Thất Đề và Nguyễn Quang Siêu bị xử tại An Hòa (gần Thành nội Huế).

Trước khi bị xử tử, Trần Cao Vân đã ung dung đọc bốn câu thơ: 
Trời chung không đội với thù Tây
Quyết trả ơn vua nợ nước này
Một mối ba giềng xin giữ chặt
Thân dù thác xuống rạng đài mây
Trần Cao Vân còn là ông của Trần Thị Lý, nữ Anh hùng Lực lượng vũ trang nhân dân thời kỳ kháng chiến chống Mỹ.

## Văn học
Khi sắp bị hành hình, ông làm bài thơ này để tỏ nghĩa khí:
Đứa nào muốn chết, chết như chơi,
Chết vị non sông, chết vị Trời.
Chết thảo, bao nài xương thịt nát,
Chết ngay, há ngại cổ đầu rơi.
Chết trung, tiếng để ngoài muôn dặm,
Chết nghĩa, danh lưu đến vạn đời.
Chết được như vầy là hả lắm,
Ta không sợ chết, hỡi ai ơi!

## Lưu danh
Trong Kháng chiến chống Pháp (1945–1954), từng có một đơn vị thanh niên kháng chiến lấy tên là Thanh niên Tiền phong đoàn Trần Cao Vân.
Tên ông được đặt cho các đường phố và trường học tại nhiều nơi trên cả nước như Hà Nội, Hạ Long, Đồng Hới, Quảng Bình, Đà Nẵng, Huế, Quảng Nam, Bình Định,...